# Wang Sichao
Wang Sichao (în chineză: 王思潮; n. 1937, Rong County⁠(d), Guangxi, Republica Populară Chineză – d. 17 iunie 2016, Nanjing, Republica Populară Chineză) a fost un astronom chinez și om de știință, specializat în studiul planetelor minore.

## Pluton
Wang Sichao a lucrat ca cercetător la Observatorul Astronomic Zijinshan, din Nanjing.
Într-un interviu acordat agenției de știri Xinhuanet, Sichao a comentat asupra votului pe care l-a organizat Uniunea Astronomică Internațională în 2006, când s-a stabilit dacă Pluton este sau nu este o planetă:
„Retrogradarea este un rezultat științific și reflectă înțelegerea actuală a omenirii despre sistemul solar... Noi trebuie să obținem mai întâi o definiție clară a planetelor și a sistemului solar, apoi putem desfășura misiuni planetare într-o manieră mai bună.”—Wang Sichao, 

## Declarații privindOZN-urile
La data de 23 august 2010, Sichao a declarat că el crede că există extratereștrii și că OZN-urile lor au capacitatea de a vizita Pământul nostru. De asemenea, el nu este de acord cu punctul de vedere prezentat recent de către astronomul britanic Stephen Hawking, care consideră că o întâlnire între populația Pământului și acești extratereștri ar fi dezastruoasă.
„Dacă ei sunt prietenoși cu noi, putem promova civilizația ființelor umane prin schimbul și cooperarea cu ei. Dacă nu sunt prietenoși, atâta timp cât ne-am pregătit de invazia lor, îi putem bate și trimite înapoi de unde au venit pe baza punctelor lor slabe. La urma urmei, extratereștrii sunt tot entități de viață, au și ei slăbiciunile lor.”—
Sichao a furnizat, de asemenea, unele date specifice bazate pe analiza cantitativă a observațiilor de OZN-uri. El a precizat că între altitudinile de 130 de kilometri și 1.500 de kilometri, OZN-urile au apărut de mai multe ori. El a afirmat că OZN-urile observate ar putea zbura mult mai lent decât "prima viteză cosmică"; și unele au o viteză mică de 0,29 kilometri pe secundă, acestea putând zbura la o altitudine de 1.460 kilometri mai mult de 25 minute. El a concluzionat că aceste OZN-uri ar avea abilități anti-gravitaționale.